# Oechydrus chersis
Oechydrus chersis är en fjärilsart som beskrevs av Herrich-Schäffer 1869. Oechydrus chersis ingår i släktet Oechydrus och familjen tjockhuvuden. Inga underarter finns listade i Catalogue of Life.